# 愛という名のもとに
『愛という名のもとに』（あいというなのもとに）は、1992年（平成4年）1月9日より3月26日まで毎週木曜日22:00 - 22:54に、フジテレビ系列の「木曜劇場」枠で放送されていた日本のテレビドラマ。主演は鈴木保奈美。
最終回は人気を受けて、また脚本の野島伸司から「もう少し書きたいので時間を延長して欲しい」との要請もあって、当時としては異例の15分拡大版で放送された。

## 内容
野島伸司脚本らしいスピーディーな展開、不倫、自殺未遂、強制性交未遂、仲間の自殺、今で言うパワハラ等、トラブルや不幸のオンパレードは勿論、“ダイヤルQ2” “学歴社会” “フィリピーナのジャパゆきさん” “ゴルフ場乱開発による自然破壊” “ボランティア”といった当時の世相（バブル崩壊不況）を反映した内容、そしてストレートな理想主義的台詞（例：何かというと登場する「仲間っていいな」）などが独自の世界を形成した。時代はバブル崩壊期にあたり、博報堂入社2年目だったスージー鈴木は広告業界で毎日ヘトヘト。ドラマの内容が身につまされる思いで、青春の蹉跌を表現した浜田省吾の主題歌「悲しみは雪のように」の歌詞が完璧に重なったと話している。

## 制作経緯
『東京ラブストーリー』（1991年）、『101回目のプロポーズ』（1991年）と続けて30％の視聴率を記録したプロデューサー・大多亮が「一本ぐらいここでこけてもいいだろう」「これだけの成果を出せば会社も文句を言えないはず（笑）」「次は好きなものを作ろう」等という余裕から本作を企画した。大多は、1967年の森川時久監督の映画『若者たち』を観て感動し『若者たち』と岡林信康のイメージで青春群像を発案し、野島伸司に話を持ちかけた。一方、野島は野島で1985年のアメリカ映画『セント・エルモス・ファイアー』と浜田省吾のイメージでそのアイデアを膨らませた。この4つのイメージから本作の世界観が生まれた。大多は、「青春と友情」をテーマに、作品全体を浜田省吾の世界観でくるんだドラマを作ること決めた。
大多は、浜田の協力が得られないようなら、このドラマは没にする意気込みを持って、主題歌交渉にあたったという。その際に大多が希望したのは歌詞にサラリーマンの葛藤が歌われている「J.BOY」のような、新曲の制作だった。浜田がどんな曲を作って来てもそれを主題歌にするつもりでいた。しかし浜田は、新曲はスケジュール的にできないが「悲しみは雪のように」だったら、ドラマのテーマに近いので使って欲しいと提案した。テレビに出ない、タイアップもやらないという活動スタンスを持つ浜田がなぜ、タイアップを了承したかといえば、ドラマの内容が浜田の曲と合致しているのなら、安易なタイアップにはならないと判断したといわれる。また、「悲しみは雪のように」という曲に光を当てるチャンスだという読みもあったともいわれる。大多もある程度、浜田を聴き込んではいたが、「悲しみは雪のように」は知らなかったぐらい当時は地味な曲。聴いてみるとドラマの世界観にピッタリと感じ、あえてこれを選んだ浜田のセンスに驚いた。大多は「トレンディドラマはキラキラした都会を舞台にしているけれど、登場人物は地方から砂漠のような東京に出てきた若者たちがほとんど。そこで恋をして、挫折を味わう。いわば「都会の孤独」を描くトレンディドラマの世界に、浜田さんの歌詞はぴったり。また状況や設定を説明しすぎない歌詞もドラマの主題歌として輝いた理由の一つだと思う。ドラマの登場人物の誰を歌詞に当てはめても違和感がない。サビの一節"誰もが愛する人の前を 気付かずに通り過ぎてく"は自分たちが描きたかったドラマの世界そのものだった」などと述べている。これを受けて大多は、ドラマ全体を“浜田省吾”で染め上げることで浜田の厚意に応えた。ドラマのタイトルを浜田の曲で「愛」の付くタイトルの中から『愛という名のもとに』を選んだ他、ドラマ内でも「ラストショー」、「J.BOY」、「もうひとつの土曜日」など、浜田の曲が多く流され、さらに各回のサブタイトルに第一回「青春の絆」、第四回「涙あふれて」、第八回「君が人生の時」、第九回「いつわりの日々」と、浜田の曲名をずらり並べ、まさにハマショー祭り。但し、クライマックスシーンでは、岡林信康の『友よ』が流された。第十回『友よ』、最終回『私達の望むものは』は岡林信康の曲の題名。浜田のドラマタイアップは本作で最後となった。浜田は、それまでマスメディアに露出することが極端に少なく、一部の熱狂的なファンに支えられている存在であったが、本作での主題歌起用でファン層が飛躍的に拡大した。しかしプロモーション等には一切協力せず、"我関せず"とばかり、曲が大ヒット中も海外に逃避し、その後もスタンスを変えることなく、自身の活動を続けた。
主役の仲間が7人、ボート部など設定の類似があり、“1985年のアメリカ映画『セント・エルモス・ファイアー』の剽窃ではないか”という指摘がでたが、前述したように、本作は『セント・エルモス・ファイアー』をイメージの一つとして創作されている。第1話の内容は1年前に放送された山田太一脚本『ふぞろいの林檎たちIII』〔1991年〕の第1話に酷似していた。　

## 視聴率
平均視聴率は24.5％、最終回には最高視聴率32.6％を記録。これは夜10時台の番組としては驚異的な数字であり、最高視聴率は2022年現在、木曜劇場全作品の中でも歴代1位の記録である。また、同枠では平成初期の最大のヒット作でもある。大多は「当時のテレビ業界では大学生を主人公にしたドラマはヒットしないと言われていました。それでも『愛という名のもとに』が多くの人に受け入れられたのは、間違いなく浜田さんのおかげだと思います。素晴らしい曲を提供してくれた浜田さんには、感謝しかありません」と述べている。

## 野島伸司の分岐点
脚本家・野島伸司は1988年にデビューして以来コンスタントに佳作を発表してきたが、取材というものをほとんどしてこなかった。しかし、このドラマでは代議士秘書や病院関係者、環境保護団体の人、証券会社の人に取材をし、「なんでこんなに面白いこと早く教えてくれなかったのと思いましたよ（笑）。ある部分で深みが出ます、話ももちますし」と漏らすくらいに取材の意義を実感している。野島は、それまで『君が嘘をついた』『すてきな片想い』『101回目のプロポーズ』(フジテレビ系)などの純愛を描いてきたが、本作で若者の闇を描いて以降、作風を激変させた。本作以降、『高校教師』（TBS）『ひとつ屋根の下』『この世の果て』（フジテレビ系）『人間・失格〜たとえばぼくが死んだら』（TBS）『未成年』『聖者の行進』（TBS）と、過激な設定や描写の作品を連発した。この『愛という名のもとに』で、その後の社会派ドラマ（あるいは「不幸ドラマ」）路線への足がかりを得たと言われる。

## あらすじ
大学（文京大学）のボート部（漕艇部）で青春時代を共に過ごした男女7人の仲間。そして1989年の大学卒業から3年後。恩師（ボート部監督）の葬儀をきっかけに再会するが、新しい生活と年月による思想の変化を実感。同時に、不倫に悩んだ尚美の自殺未遂騒動を始め、各人の持つ様々なトラブルが浮上。そして健吾と貴子は婚約をし、皆から認められたと思ったのだが、政界の妻として働いて欲しいという健吾、教師の仕事を続けたいという貴子、そしてそれぞれの持つ家庭環境などの事情から暗礁に乗り上げる。その直後に大学生の頃、健吾と時男が自分を巡って争ったことがあると知ってしまった。それぞれの理想と現実のギャップに悩み、もがき苦しみながらも、前を向いて生きていこうとする彼らの「答え」はどこにあるのだろうか……。

## 登場人物

### 主要人物
藤木 貴子（ふじきたかこ）
演 - 鈴木保奈美
25歳（1991年度時点での年齢）で私立男子高校（東京都・桐陽学院高等学校）の英語教師。大学生の頃は、ボート部のマネージャーをしており、卒業後も6人のマネージャーを自称している。健吾からプロポーズをされるが、時男との間で揺れる。高校生の頃、父を亡くしてからは、母と妹と団地で3人暮らし。凜としており面倒見が良く、潔癖で他人にも自分にも厳しい性格で健吾の婚約者と名乗る美和の不遜な態度に激怒した事もある。ややファザーコンプレックスの一面があり、母の再婚に賛成出来ない。
高月 健吾（たかつきけんご）
演 - 唐沢寿明
大学生の頃は、ボート部のキャプテンをしていた。大学卒業後、大手総合商社に就職するが、いずれ政界に進出するとし代議士である父の秘書となる。潔癖で堅実な性格。篤の自殺直後、汚職事件に係わっていた父親にショックを受け、自ら告発する。その後、神戸にある別の商社に入社した。
神野 時男（じんのときお）
演 - 江口洋介
チャランポランな面があり、大学生の頃は部費を払わず逃げ通し、大学卒業後は定職につかず、交際している女性の家に居候し続ける「ヒモ」生活をし、怪しげなダイヤルQ2の個人事業を始める為の資金調達の為、橋爪に尚美との関係を家族にばらすなどと強請ったりなどもした。だが仲間を思う気持ちは強く、Q2で働いていた女性(演:澤井伽名子)に礼を言われる事もある程。貴子を好きだったが健吾との賭に負け、大学を卒業しないまますぐにアメリカに渡航して生活していた。恩師の死後に帰国し貴子と急接近するが、思う事があった様子で、最終的には別れを告げて再び海外へ渡航して生活する。
飯森 則子（いいもりのりこ）
演 - 洞口依子
大学卒業と同時にデパートに就職するが、3年経過後も売り場担当という事に不満を抱く。涙もろく心優しい性格だが、やや自己評価が低く卑屈さと男女関係に対してのルーズさが見られる。長年、想いを寄せていた純にアタックし、流されるように妊娠。純が結婚を望んでないとして中絶を決意するが、直前に思い留まる。のちに流産の危機に直面した事を機に、未婚で出産を決意。両親と弟との4人暮らしだった実家（父が東京都の寿司屋を経営）を出てデパートを退職後、1人暮らしを開始。レストランに転職して働きながら女児を出産。貴子のような子に育てたいと願う。あだ名はノリ。
塚原 純（つかはらじゅん）
演 - 石橋保
物事に対して的確な指摘をする。大学卒業後は区役所に勤務しながら、作家を目指していた。交際していた則子の後押しにより、意を決して自作小説の原稿を出版社に持ち込んだが、編集者から酷評され、自暴自棄になってしまう。則子から結婚に乗り気でない事を見抜かれて狼狽するが、手話のボランティアに生き甲斐を見いだす。則子の出産直後、娘と対面し感涙し父親になる決意をした。実家は岩手県。
斎藤 尚美（さいとうなおみ）
演 - 中島宏海
大学生の頃にファッションモデルデビュー。「姫」と呼ばれていた時期もある。さばけた性格だが、不倫のもつれから自殺未遂を起こし、友人達との再会後も行き詰まりを感じ続け、結婚に戸惑っていた純を自宅に連れ込んでしまう。独身の男と交際を決意するも、自らの意志で不倫関係を続けてゆく事を決意する。実家の方は、電話での連絡もつかない程家庭崩壊している様子。
倉田 篤（くらたあつし）
演 - 中野英雄
大学卒業後、大手証券会社に営業職で入社する。だが、生真面目な性格が災いし証券会社の社風に馴染めず、営業成績は最下位で上司から罵られていた（今で言うパワーハラスメント）。惚れ込んだフィリピン人女性・JJに騙され、金を無心したJJに貢ぐために顧客の金を横領。以前から倉田をいびっていた上司に横領を指摘され、その上司に対する傷害事件を起こし、逃亡の末首吊り自殺する。合宿所を抜け出してちょろちょろしていたことから「チョロ」というあだ名で呼ばれていたが、内心ではこのあだ名を不快に思っていたらしく、終始あだ名で呼ばなかった健吾に感謝の言葉を伝えた事がある。鹿児島県出身。

### 主要人物の身内
高月 健蔵
演 - 竜雷太
健吾の父。代議士。保守と革新の両陣営が激しく競り合っている長野県を地盤としている。清廉潔癖をモットーにしており、健吾にも政界の厳しさなどを伝えて来たが、ゴルフ場建設にまつわるリベートを受け取っていた事を嫌悪した健吾に告発されて逮捕される。釈放されても政界へは復帰しない・自分を告発した事を土台にするようにと健吾に伝え、連行されてゆく。
藤木 清絵
演 - 佐藤オリエ
貴子の母。保険の勧誘をしながら生計を立てていた。金森との縁談が浮上するも、亡父を思う貴子からの反発に戸惑っていたが、のちに再婚を決意。娘思いの優しい性格で、やや涙もろい。
藤木 由美
演 - 瀬能あづさ
貴子より7歳年下の妹で高校生。母思いで再婚に反対する貴子に反論した事がある。のちに母と共に金森の家に越して行った様子。
飯森 英次
演 - 出光元
則子の父で東京都で寿司屋（自宅も兼用）を経営。古風な面を持つ頑固な性格で、高校生の息子にも苦言を呈していた。
飯森 和子
演 - 藤夏子
則子の母。世間体を気にする性格で、未婚で妊娠した則子を苦々しく思っている。
倉田 光司
演 - 神山卓三
篤の父。
倉田 澄子
演 - 北村昌子
篤の母。穏やかな性格で葬儀の時に、篤からの言葉を皆に伝えた。

### その他
上園 美和
演 - 夏川結衣
健蔵が決めた健吾の婚約者（大学生の様子）。家に押し掛け暮らし向きを侮辱したとし、貴子を怒らせてしまったが、基本的には普通の性格である。健蔵が告発された事により、健吾から別れを告げられるが、この時に高校生の頃「いつか結婚する相手」として健吾の写真を隠し撮りしたこと、長年に渡って所持していたことを告げ返却している。
上園
演 - 庄司永建
美和の父方の祖父で高月家と強い繋がりを持つ代議士。パーティの時に健吾に挨拶をした上で美和を紹介。
平岡 知
演 - 山本耕史
貴子のクラスの生徒。優等生だったが転校して来た梶谷に嫉妬。ノイローゼ寸前になり貴子を強姦しようとした。その後、家に乗り込んで来た時男に殴り飛ばされる。
平岡
演 - 高畑淳子
知の母。若干現在で言うところのモンスターペアレントの傾向があり、息子に甘く貴子を罵ったことがある。
梶谷 正人
演 - 岡田秀樹
貴子のクラスへ転入して来た生徒。明るい性格の優等生。
木村 勉
演 - 坂西良太
純が手話を教える聾唖の少女の父。
高井 桐子
演 - 深津絵里
時男の経営するダイヤルQ2事業のアルバイトで東大生。少女時代のトラウマにより無表情だったが、時男によって救われた様子。
陽子
演 - 田岡美也子
時男の経営するダイヤルQ2事業でアルバイトをする主婦。
JJ（ジェイジェイ）
演 - ルビー・モレノ
バーに勤めるジャパゆきさん。惚れ込んで来た篤に嘘をつき、金銭を無心。この手口で篤は騙されて顧客の金を横領してしまう。のちに同様の手口で別の指名客を騙していたのを目撃した直後に篤が自殺。しかし時男に連れられて行った篤の葬儀で号泣した。
橋爪 五郎
演 - 森本レオ
尚美の不倫相手で、産婦人科医。婿養子として個人病院を開業している事もあり、離婚したら医師免許の他、何もなくなってしまうとして妻に頭が上がらず、離婚するつもりは毛頭ないなど少々、小狡い面が見られる。
杉本課長
演 - 加藤善博
篤が勤務する会社の上司。営業成績第一の高慢な性格で、篤を執拗にいびっていたが、横領を指摘した上で篤に負傷させられた後は、墓参りをするなど自らを省みるようになる。この杉本を演じた加藤は2007年に首吊り自殺をし、48歳という若さで亡くなる。
榊 幹夫
演 - 四方堂亘
尚美の新しい恋人。しかし関係を持つ直前に橋爪を忘れられない尚美に振られる。
小沢 有希
演 - 網浜直子
時男の彼女。
森
演 - 大林丈史
健蔵の第一秘書。
桧葉 祥子
演 - 眞行寺君枝
ゴルフ場建設に反対している女性。健蔵を訪れるが、相手にされない。
山岸
演 - 戸浦六宏
時男が働いていたパチンコ屋の従業員。家族を捨てて蒸発した過去を持ち、時男に夢を持つ大事さを話して聞かせる。
金森 徹
演 - 小坂一也
清絵が再婚しようしている男性。自動車整備工場を経営。貴子は当初彼の事を快く思っていなかったが、非行歴を持つ少年達の世話をしている姿を通して人柄を知ることとなった。
宮崎教頭
演 - 塚本信夫
生徒にマラソンを提案した貴子のスタンドプレーに立腹。クラス担任を外そうとしてしまう。
奥山 幸一
演 - 松橋登
純に福祉への道を勧める。
今泉
演 - 内山森彦
ゴルフ場開発会社の社長。
広瀬
演 - 河西健司
時男が就職した中小企業の医療機器販売会社の上司。賄賂を要求した取引先の病院の医師と喧嘩した時男に謝罪するように言うが、時男が馬鹿笑いをしたため激怒した。
若田部
演 - 大林隆之介
時男が就職した中小企業の医療機器販売会社の取引先の病院の医師。
デパート店員
演 - 山口粧太
則子の同僚。男女関係を持った則子を勤務中に中傷していたのを、買い物に来ていた時男に聞かれた末に投げ飛ばされ、中指を突き立てられる。

## スタッフ
- 脚本 - 野島伸司
- 音楽 - 日向敏文
- 演出 - 永山耕三、杉山登、中江功
- 主題歌 - 浜田省吾「悲しみは雪のように」（このドラマのためのリメイクバージョン）
- 挿入歌
  - 浜田省吾「愛という名のもとに」[注 13]「ラストショー」「J.BOY」その他、浜田の曲を多数使用
  - 岡林信康「友よ」「私たちの望むものは」
  - ダイアナ・ロス（Diana Ross）「フォー・フレンズ（THAT'S WHY I CALL YOU MY FRIEND）」
このドラマでは使用曲の印象も強い。コマーシャリズムを避けたがる浜田省吾とのタイアップに成功し、フォークソングの神様・岡林信康を持ち出したことには驚いた、という声もある。岡林の曲には反響が高く、フォークを知らない世代からの問合せが多く寄せられた[12]。
- 企画 - 山田良明
- プロデュース - 大多亮

## 放送日程
| 各話                                                       | 放送日        | サブタイトル     | 演出     | 視聴率 |
| ---------------------------------------------------------- | ------------- | ---------------- | -------- | ------ |
| 第1話                                                      | 1992年1月09日 | 青春の絆         | 永山耕三 | 23.1%  |
| 第2話                                                      | 1992年1月16日 | 夢を追って       | 永山耕三 | 23.1%  |
| 第3話                                                      | 1992年1月23日 | 隠された青春の日 | 永山耕三 | 21.9%  |
| 第4話                                                      | 1992年1月30日 | 涙あふれて       | 杉山登   | 21.9%  |
| 第5話                                                      | 1992年2月06日 | 決心             | 杉山登   | 22.9%  |
| 第6話                                                      | 1992年2月13日 | 見失った道で     | 永山耕三 | 22.5%  |
| 第7話                                                      | 1992年2月20日 | 風に吹かれて     | 中江功   | 22.8%  |
| 第8話                                                      | 1992年2月27日 | 君が人生の時     | 永山耕三 | 21.9%  |
| 第9話                                                      | 1992年3月05日 | いつわりの日々   | 杉山登   | 24.4%  |
| 第10話                                                     | 1992年3月12日 | 友よ             | 永山耕三 | 27.9%  |
| 第11話                                                     | 1992年3月19日 | 生きる           | 中江功   | 29.0%  |
| 最終話                                                     | 1992年3月26日 | 私達の望むものは | 永山耕三 | 32.6%  |
| 平均視聴率 24.7%（視聴率は関東地区・ビデオリサーチ社調べ） |               |                  |          |        |

- BSフジ、フジテレビワンツーネクスト、日本映画専門チャンネル（有料BS、株主がフジテレビ・東宝・角川映画）で度々再放送されている。